# Quercus saravanensis
Quercus saravanensis — вид рослин з родини букових (Fagaceae); поширений у південно-східній Азії.

## Опис
Дерево 25 м заввишки, але може досягати 50 м; стовбур до 1 м у діаметрі. Гілочки стрункі, голі. Листки 10–14 × 2.5–4.5 см, від овально-еліптичних до довгасто-ланцетних, шкірясті; верхівка хвостата; основа клиноподібна; край цілий, злегка хвилястий, іноді з рідкісними дрібними зубами біля верхівки; з обох сторін без волосся; зверху насичено зелені; знизу сіро-зелені; ніжка листка гола, темно-коричнева, 2.5 см завдовжки. Жолудь 1.5–2 см у діаметрі, еліпсоїдний, безволосий, коротко гостро верхівковий; чашечка товщиною 1–2 мм, довжиною 1.5 см, діаметром 2 см, з 8–9 концентричними кільцями; дозріває на 2 рік.

## Середовище проживання
Поширений на півдні Китаю, у Лаосі, Таїланді, В'єтнамі.
Трапляється в сухих вічнозелених лісах та вологих гірських лісах.

## Використання
Немає інформації конкретно щодо цього виду, але багато інших видів Quercus у цій місцевості використовуються для дров.